# فرانك هودجز (سياسي)
فرانك هودجز (بالإنجليزية: Frank Hodges)‏ هو نقابي وسياسي بريطاني (وحمل سابقاً جنسية المملكة المتحدة لبريطانيا العظمى وأيرلندا)، ولد في 30 أبريل 1887 في المملكة المتحدة، وتوفي في 3 يونيو 1947. حزبياً، نشط في حزب العمال. وقد في الانتخابات العامة في المملكة المتحدة 1923 ‏، انتخب عضو برلمان المملكة المتحدة الـ33 عن دائرة Lichfield ‏ (6 ديسمبر 1923 – 9 أكتوبر 1924).